# 結婚蛋糕

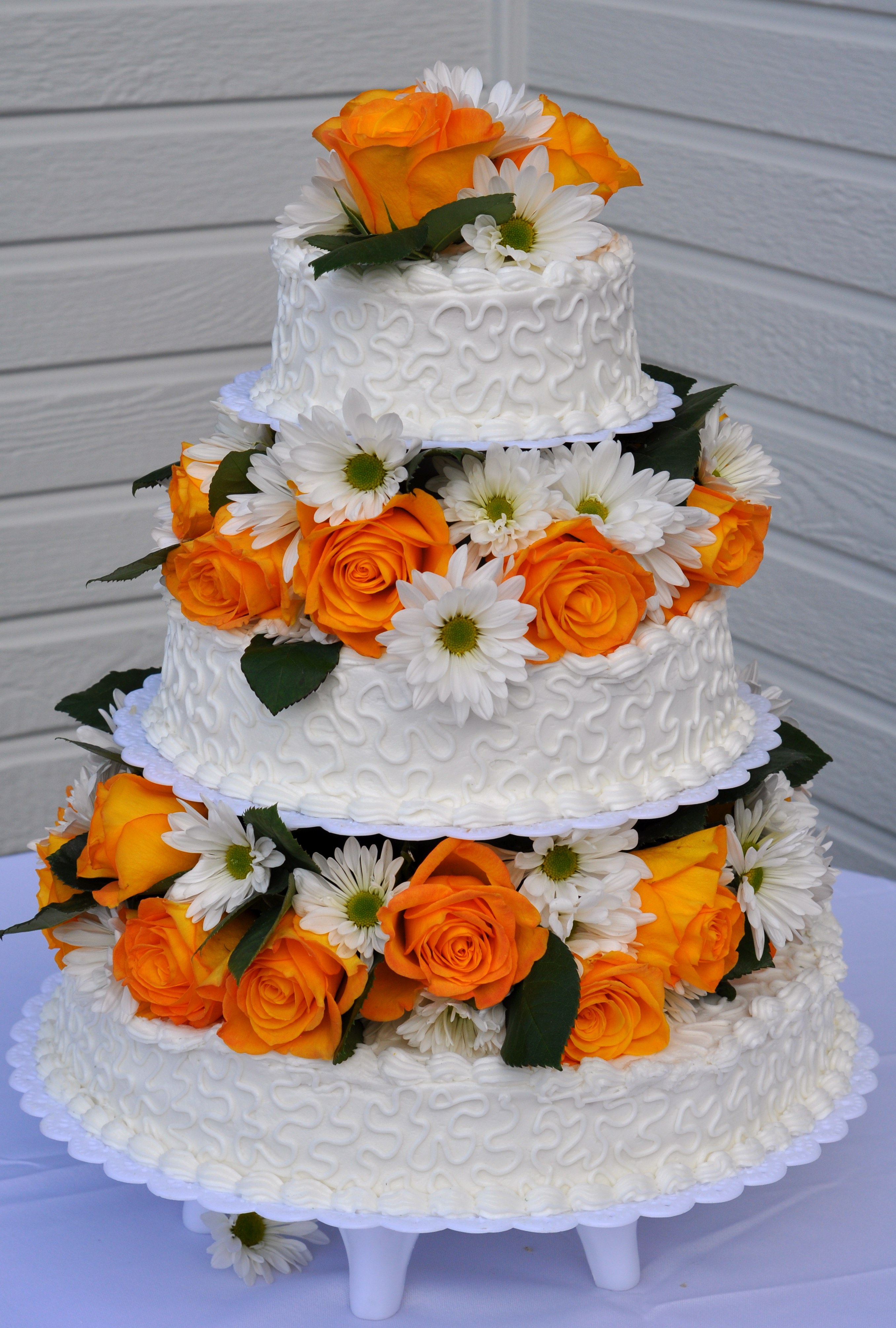
結婚蛋糕

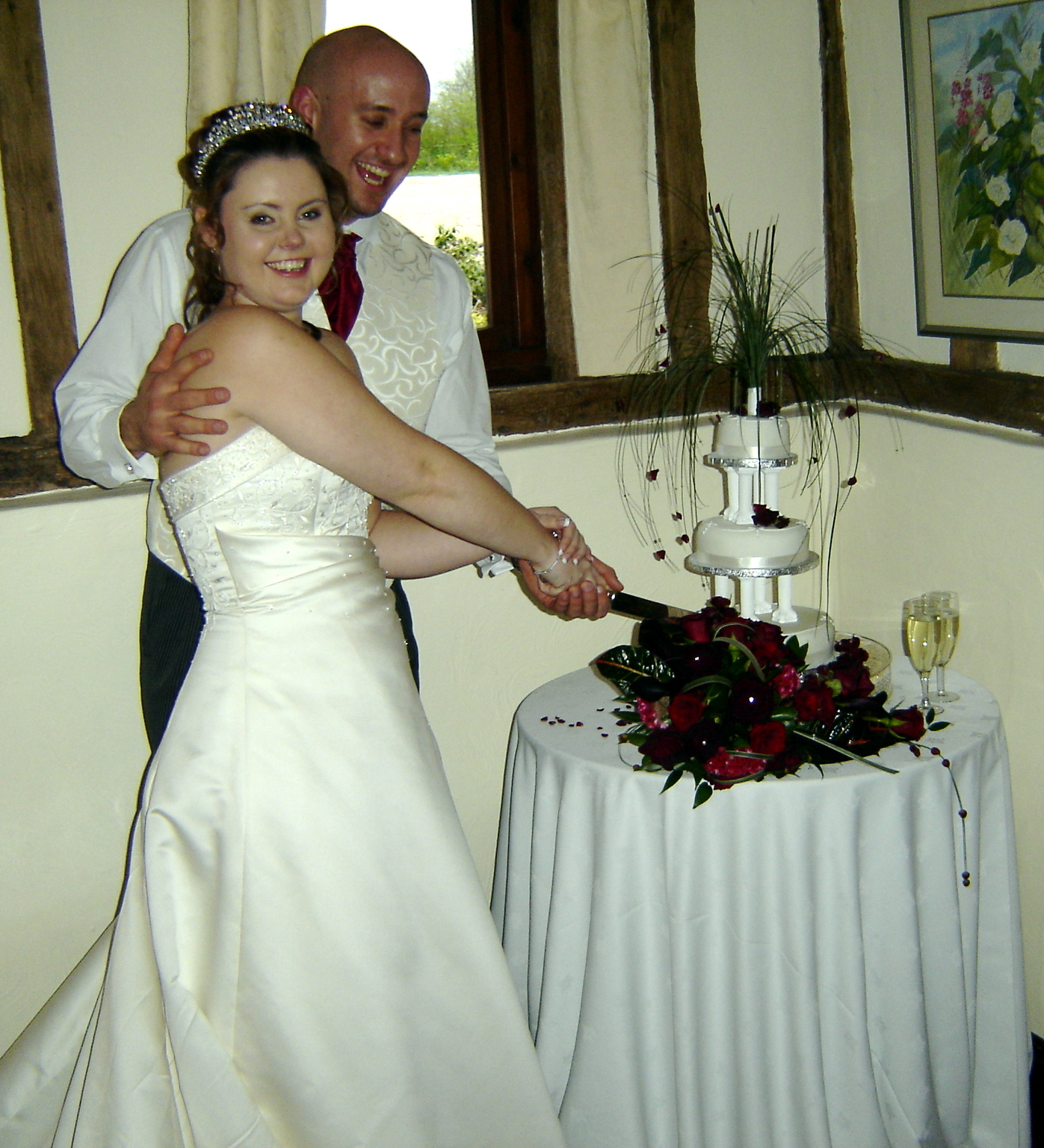
一對新人切開結婚蛋糕

結婚蛋糕是西方婚禮儀式的一種蛋糕。在某些傳統中，婚姻當事人是第一個吃結婚蛋糕的，並常常用手指挖一塊蛋糕互相送到對方嘴巴裡。

## 起源
羅馬帝國時代沒有蛋糕，而是將麵包在新娘的頭上撕開，讓麵包碎跌到新娘身上和地上。至中世紀這個傳統便有所改變，參加婚禮的賓客會自攜甜麵包作賀禮，再將所有麵包堆起。
後來由法國的餅廚將這個習慣變成美味漂亮的多層蛋糕，新娘新郎合力切下第一片蛋糕，成夫婦兩人給予對方支持的注解。

## 切蛋糕流程
簡略的說，一般在喜宴流程上，新人進場後會由司儀請主婚人致詞，介紹新人交往經過的概略，之後再切結婚蛋糕，然後一同舉杯慶賀，感謝各位來賓的祝福。而切蛋糕的器具也以銀器為主，保守得來又適用於大部份的宴會場合。
因為蛋糕不易在室溫保存，所以在結婚會場擺放的多層結婚蛋糕，很多只是婚禮上的裝飾物，主要供拍照紀念用途。新郎新娘在切蛋糕儀式，及用來分給賓客食用的結婚蛋糕，往往是層數較少，在儀式即將開始前才會推出來的另一個。英國王室成員的結婚蛋糕甚至拿來拍賣。